# Grb Občine Veržej
Grb Občine Veržej je upodobljen na ščitu poznogotskega stila, sanitske oblike. Osrednji motiv na modre ščitu je srebrna riba – krap (cyprinus carpio). Na dnu ščita je šestih enakomernih, vodoravnih valovnic, od katerih je zgornja pod krapom dvakrat močnejša in zlata, ostale pa so srebrne. Nad krapom je v glavi ščita zlata, v tri krožce zasukana vrvica tako, da visita prvi in tretji krožec pod vrvico, srednji, malo povečani krožec je obrnjen nad vrvico, ki je sicer simetrična na vertikalno simetralo ščita. Konca vrvice sta razpletena. 
Zlati trak, s katerim je obrobljen ščit, lahko služi le kot grbovni okras.